# Nagelfar (Band)
Nagelfar war eine deutsche Extreme-Metal-Band, die 1993 von Schlagzeuger Alexander von Meilenwald und Gitarrist Zorn gegründet wurde und sich 2002 auflöste. Der Name stammt vom Totenschiff Naglfar aus der nordischen Mythologie, die Band wählte allerdings die deutsche Schreibweise, weil sie eine deutsche Band ist und „die heidnische Symbolik mehr in Bezug auf die (west-)deutsche Geschichte“ verwendet. Trotz des Namens, der Verwendung mythologischer Bilder zur Wiedergabe der eigenen Gedanken und Vorstellungen und des Interesses an heidnischer Thematik sah sich die Band dem Black Metal zugehörig und ordnete sich nicht dem Pagan Metal zu. Nagelfar gilt als richtungsweisende Band des deutschen Black-Metal-Untergrundes. Wolf-Rüdiger Mühlmann, damals noch Mitarbeiter des Rock Hard, bezeichnete Nagelfar als legendäre Band.

## Bandgeschichte
Zu Beginn hatte die Band mit Besetzungsproblemen zu kämpfen, erst nach langer Suche stieß Smaug als Sänger zur Band. Weidmann Sveinn von Hackelnberg spielte ab 1995 Bassgitarre. Im selben Jahr wurde auch Smaug durch Jander ersetzt, womit die Band Anfang 1995 ihre „erste konstante Band-Besetzung“ fand. Ende 1995 erschien das erste Demo Als die Tore sich öffnen. Das zweite Demo Jagd, das in einem „semi-professionellen 8-Spur-Studio“ aufgenommen wurde, erschien im Oktober 1996; kurz zuvor hatte die Band einen Vertrag mit der im selben Jahr von Andreas „Yog-Sototh“ Lacher gegründeten Bremer Plattenfirma Kettenhund Records unterschrieben.
1997 veröffentlichte die Band zusammen mit der Aachener Dark-Metal-Band Dark Embrace die Split-Single auf Sombre Records und kurz darauf ihr Debütalbum Hünengrab im Herbst, das im Studio von Andy Classen aufgenommen wurde, auf Kettenhund Records. 1998 zählte Frank Stöver die Band im Artikel Nagelfar. Deutschlands beste Black Metal-Band? für das Rock-Hard-Magazin „zu den hoffnungsvollsten Vertretern der deutschen Schwarzmetall-Szene“, die „mit ihrem Debütalbum Hünengrab im Herbst die Szene bis in die Grundmauern erschütterten“.
Am 26. September 1998 trat die Band mit Riger, Dunkelgrafen, Barad Dûr, Vilkates und Lugburz auf dem von Darker Than Black Records veranstalteten Festival in Behringen auf, auf dem auch die Band Absurd zum ersten Mal seit der Entlassung ihrer wegen des Mordes an Sandro Beyer inhaftierten Mitglieder auftrat. Ende 1998 verließ Sveinn von Hackelnberg die Band aus persönlichen Gründen, „jedoch nicht ohne der Band das von ihm ausgearbeitete lyrische Konzept der Geschichte ‚Srontgorrth‘ zu vermachen“. Die Aufnahmen des Konzeptalbums Srontgorrth (mit dem Untertitel: Die Macht erfaßte das meine wie die Angst das Blut der anderen) wurden von den anhaltenden internen Problemen behindert, infolge derer Jander die Band auch verließ und „demzufolge sich [sic!] auf diesem Album nur noch für Teile des Gesangs verantwortlich zeichnet“. Im Frühjahr 1999 wurde Srontgorrth veröffentlicht. Zu ungefähr derselben Zeit schloss sich Bassist Chaos der Band an. Ab Herbst 1999 zeichnete Zingultus für den Sängerposten verantwortlich. Nach der Veröffentlichung des Albums stellte Kettenhund Records den Betrieb ein. Chaos verließ die Gruppe und Nagelfar unterschrieb im März 2000 einen Vertrag bei Ars Metalli und nahm Virus West auf. Im Anschluss daran entstand ein eigens produzierter Beitrag zu einer Split-Single mit der Band Bluttaufe, die im Herbst 2000 von Christhunt Productions veröffentlicht wurde. Im Januar des folgenden Jahres erschien Virus West. Da die Band Probleme hatte, einen Bassisten zu finden, spielte sie zu dritt weiter und engagierte Gnarl von der befreundeten Band Graupel als konstanten Live-Bassisten.
Die Band löste sich am 24. April 2002 auf, nachdem Zorn Zingultus und Alexander von Meilenwald „davon in Kenntnis [setzte], dass er die Energie und Motivation, die er für NAGELFAR hätten haben müssen, nicht mehr aufbringen konnte“. Seit der Bandgründung war es „beschlossene Sache“ gewesen, dass Zorn und Alexander von Meilenwald die Band nur gemeinsam führen wollten. Der Ausstieg eines der Mitglieder „musste also das Ende bedeuten“. Der Ausstieg kam laut Alexander von Meilenwald „auch nicht allzu überraschend, er zeichnete sich ansatzweise ab“. Die Bandmitglieder der letzten Besetzung sind zum Teil weiterhin im Black-Metal-Bereich aktiv; so verlegte Zingultus ab 2002 die Prioritäten auf seine 1995 gegründete Band Graupel, schloss sich der Band Graven an, und singt seit 2009 bei Endstille, während Schlagzeuger Alexander von Meilenwald bei Abusus und Kermania mitwirkte, bei Truppensturm und Heemat aushalf und ein Soloprojekt mit dem Namen The Ruins of Beverast betreibt, bei dem er darauf besteht, dass es keine Nachfolgeband von Nagelfar sei. Entgegen anderslautenden Gerüchten half er nie bei Graupel aus. Außerdem betreiben einige ehemalige Mitglieder von Nagelfar das Label Ván Records.
Seit 2025 treten die ehemaligen Bandmitglieder Meilenwald, Sveinn und Zingultus (unterstützt von Weigand und Jhn) unter dem Kürzel NGLFR auf und spielen alte Nagelfar-Songs. In einem Statement betont die Band: "This is not a reunion or a comeback! It's a private celebration of something, which still has a deep impact and meaning for us."

## Stil
Nagelfar sah sich als eine typische Black-Metal-Band. Ihre Texte handelten jedoch nicht vom Satanismus, sondern meist von germanischer Mythologie. Musikalisch wurden zwar für den Black Metal typische Liedstrukturen eingesetzt. Doch auch klarer, emotionaler Gesang wurde verwendet – im Wechsel oder in Kombination mit gegrowltem Gesang. Ebenso fanden umfassende Keyboard-Arrangements und (v. a. auf Srontgorrth) Elektronik- oder Techno-Elemente in die Kompositionen Eingang.
Während Hünengrab im Herbst und Srontgorrth an der Mythologie orientierte Konzeptalben mit komplexen Liedern in epischer Länge waren, standen auf Virus West wieder kürzere, für sich selbst stehende Lieder im Vordergrund. Die Texte handelten von Gewalt und Krieg, auf dem Cover war der von den Nationalsozialisten errichtete Westwall abgebildet, was laut Alexander von Meilenwald „um Himmels Willen nicht politisch zu deuten ist […], sondern die düstere Seite des westdeutschen Landschaftsbildes ist und das musikalische Szenario unterstützen soll. "Virus West" ist ein Krankheitserreger, der aus dem Westen kommt - das sind wir“.

## Diskografie
- 1995: Als die Tore sich öffnen (Demo)
- 1996: Jagd (Demo)
- 1997: Split mit Dark Embrace (Sombre Records)
- 1997: Fressen des Raben auf Encyclopedia Pestilentia (Velvet Music International)
- 1997: Hünengrab im Herbst (Kettenhund Records)
- 1999: Srontgorrth (Kettenhund Records)
- 2000: Garzweiler II (Demo), limitiert auf 1 Stück
- 2000: Split mit Bluttaufe (Christhunt Productions)
- 2001: Virus West (Ars Metalli)
- 2002: Der Erlösung Totgeburt auf Wurzelgeister (Ketzer Records)
- 2003: Ragnarok (EP), limitiert auf 10 Stück